# Szepijiwka
Szepijiwka (ukr. Шепіївка) – wieś na Ukrainie, w obwodzie winnickim, w rejonie chmielnickim, w hromadzie Janów. W 2001 liczyła 548 mieszkańców, spośród których 540 wskazało jako ojczysty język ukraiński, 5 rosyjski, a 3 białoruski.